# Christian Poulsen
Ne doit pas être confondu avec Kristian Poulsen, pilote automobile
Christian Bjørnshøj Poulsen, né le 28 février 1980 à Asnæs au Danemark, est un footballeur international danois qui évolue au poste de milieu défensif.

## Biographie

### Carrière en club
Christian Poulsen commence sa carrière dans son petit club natal, à Asnæs.
Il y reste dix années, puis part pour Holbæk, où il débute au plus haut niveau, alors âgé de 17 ans. Il hérite souvent du brassard de capitaine pour ses mérites sur le terrain.
En 2000, il effectue un test au FC Copenhague. Une semaine après ce test, il signe son premier contrat professionnel, et remporte le championnat du Danemark la même année.
Il reçoit sa première sélection en équipe nationale le 10 novembre 2001, dans un match qui oppose le Danemark aux Pays-Bas, et part en Corée à l'occasion du Mondial 2002.
Puis, il s'engage avec Schalke 04 pour 7 millions d'euros, où il reste quatre années.
Il dispute l'Euro 2004 avec l'équipe nationale du Danemark et est désigné « meilleur joueur danois » deux années consécutives, en 2005 et 2006.
En 2006, arrivé en fin de contrat avec Schalke 04, il est convoité par le Milan AC et l'Inter Milan, mais il préfère s'engager avec le FC Séville.
Le 14 juillet 2008, il signe pour quatre ans à la Juventus de Turin, et pour 9,75 millions d'euros.
Le 12 août 2010, il rejoint le Liverpool FC pour 5,5 millions d'euros. Le 30 août 2011, il s'engage pour un an avec Évian Thonon Gaillard après avoir joué seulement 12 matches avec son ancien club. Au sein du club haut-savoyard, il y retrouve deux compatriotes, membres de la sélection nationale danoise : Stephan Andersen et Daniel Wass. Il devient également le second joueur dans l'histoire du football après le roumain Florin Răducioiu à avoir évolué dans les cinq grands championnats européens (Angleterre, Allemagne, Espagne, Italie et France). Le milieu danois dispute 27 matchs toutes compétitions confondues mais ne prolonge pas son contrat avec le club savoyard à l'issue de la saison. Il est donc laissé libre au début de l'été 2012.
Le 23 août 2012, Poulsen signe un contrat de deux saisons en faveur de l'Ajax Amsterdam,.
En 2014 il fait son retour dans le club de ses débuts, le FC Copenhague, où il termine sa carrière professionnelle.

### En équipe nationale
Il reçoit sa première sélection en équipe nationale le 10 novembre 2001, dans un match qui oppose le Danemark aux Pays-Bas. Il devient rapidement titulaire au sein de son équipe. Un an plus tard, il fut convoqué par Morten Olsen pour participer à la Coupe du monde 2002. Le Danemark sortira en huitièmes de finales en s'inclinant contre l'Angleterre de Michael Owen sur le score de 3-0.  Il enchaîna lors de l'Euro 2004 où les Vikings s'arrêteront en quarts-de-finale, défaits par la Tchéquie 3-0. Il inscrit son premier but en sélection le 26 mars 2005 lors d'un match face au Kazakhstan comptant pour les éliminatoires de la Coupe du monde 2006. Christian Poulsen fut convoqué par Morten Olsen pour participer à la Coupe du monde 2010. Les Danois ne parviennent toutefois pas à sortir de la phase de groupe lors de cette compétition. Il disputera sa dernière compétition lors de l'Euro 2012 où les Vikings sortiront en phases de poules. Le 6 août 2012, il annonce qu'il met un terme à sa carrière internationale, après 92 sélections et 6 buts depuis 2001. 

### Carrière d'entraîneur
Après sa carrière de joueur, Christian Poulsen devient entraîneur. En mars 2019 il est annoncé comme futur entraîneur adjoint d'Erik ten Hag à l'Ajax Amsterdam.
Le 25 septembre 2021, Christian Poulsen devient entraîneur adjoint de Kasper Hjulmand, le sélectionneur de l'équipe nationale du Danemark.

## Palmarès

### En club
- Champion du Danemark 2001 (FC Copenhague)
- Vainqueur de la Supercoupe du Danemark 2001 (FC Copenhague)
- Vice-Champion du Danemark 2002 (FC Copenhague)
- Finaliste de la coupe du Danemark 2002 (FC Copenhague)
- Vainqueur de la Coupe Intertoto 2003 et 2004 (Schalke 04)
- Vainqueur de la Coupe de la Ligue d'Allemagne 2005 (Schalke 04)
- Vice-champion d'Allemagne 2005 (Schalke 04)
- Finaliste de la Coupe d'Allemagne 2005 (Schalke 04)
- Vainqueur de la Supercoupe de l'UEFA 2006 (FC Séville)
- Finaliste de la Supercoupe de l'UEFA 2007 (FC Séville)
- Vainqueur de la Coupe d'Espagne 2007 (FC Séville)
- Vainqueur de la Coupe de l'UEFA 2007 (FC Séville)
- Vainqueur de la Supercoupe d'Espagne 2007 (FC Séville)
- Championnat des Pays-Bas 2013 et 2014 (Ajax Amsterdam)
- Coupe du Danemark 2015 (FC Copenhague)

### Distinctions personnelles
- Équipe type des 10 ans du Football Croix-de-Savoie 74 élue par les lecteurs du Dauphiné libéré en 2013[13]

## Buts internationaux
|    | Date              | Lieu                                        | Adversaire | Résultat | Compétition                       |
| -- | ----------------- | ------------------------------------------- | ---------- | -------- | --------------------------------- |
| 1. | 26 mars 2005      | Parken, Copenhague, Danemark                | Kazakhstan | 3-0      | Éliminatoires Coupe du monde 2006 |
| 2. | 7 septembre 2009  | Parken, Copenhague, Danemark                | Géorgie    | 6-1      | Éliminatoires Coupe du monde 2006 |
| 3. | 29 mai 2008       | Philips Stadion, Eindhoven, Pays-Bas        | Pays-Bas   | 1-1      | Match amical                      |
| 4. | 10 septembre 2008 | Stade José Alvalade XXI, Lisbonne, Portugal | Portugal   | 3-2      | Éliminatoires Coupe du monde 2010 |
| 5. | 1er avril 2009    | Parken, Copenhague, Danemark                | Albanie    | 3-0      | Éliminatoires Coupe du monde 2010 |
| 6. | 27 mai 2010       | Aalborg Stadion, Aalborg, Danemark          | Sénégal    | 2-0      | Match amical                      |

## Statistiques
| Saison    | Club           | Pays           | Championnat        | Coupes nationales | Coupes continentales                | Sélection Danemark |
| --------- | -------------- | -------------- | ------------------ | ----------------- | ----------------------------------- | ------------------ |
| 2000-2001 | FC Copenhague  | SAS Ligaen     | 14 matchs / 2 buts | -                 | -                                   | -                  |
| 2001-2002 | FC Copenhague  | SAS Ligaen     | 30 matchs / 9 buts | -                 | 2 + 3 matchs (C1 + C3)              | 7 matchs           |
| 2002-2003 | FC Schalke 04  | Bundesliga     | 24 matchs / 1 but  | 4 matchs          | 5 matchs (C3)                       | 6 matchs           |
| 2003-2004 | FC Schalke 04  | Bundesliga     | 27 matchs          | 2 matchs / 1 but  | 2 matchs (C3)                       | 8 matchs           |
| 2004-2005 | FC Schalke 04  | Bundesliga     | 32 matchs          | 6 matchs          | 2 + 8 matchs (CI + C3)              | 10 matchs / 1 but  |
| 2005-2006 | FC Schalke 04  | Bundesliga     | 28 matchs / 2 buts | 4 matchs          | 6 + 8 matchs / 1 + 0 but (C1 + C3)  | 8 matchs / 1 but   |
| 2006-2007 | Séville FC     | Liga           | 33 matchs / 1 but  | 4 match           | 1 + 15 matchs / 0 + 1 but (SC + C3) | 9 matchs           |
| 2007-2008 | Séville FC     | Liga           | 29 matchs / 3 buts | 3 match           | 9 + 1 matchs (C1 + SC)              | 8 matchs / 1 but   |
| 2008-2009 | Juventus       | Série A        | 23 matchs / 1 but  | 3 matchs          | 3 matchs (C1)                       | 8 matchs / 2 buts  |
| 2009-2010 | Juventus       | Série A        | 25 matchs          | -                 | 5 + 1 matchs (C1 + C3)              | 13 matchs / 1 but  |
| 2010-2011 | Liverpool FC   | Premier League | 12 matchs          | -                 | 9 matchs (C3)                       | 8 matchs           |
| 2011-2012 | Évian TG       | Ligue 1        | 24 matchs          | 3 matchs          | -                                   | 7 matchs           |
| 2012-2013 | Ajax Amsterdam | Eredivisie     | 25 matchs          | 4 matchs          | 8 matchs (C1)                       | -                  |
| 2013-2014 | Ajax Amsterdam | Eredivisie     | 29 matchs / 1 but  | 8 matchs          | 6 matchs (C1)                       | -                  |

Dernière mise à jour le 15 septembre 2014